# Aptosimum procumbens
Aptosimum procumbens är en flenörtsväxtart som först beskrevs av Johann Georg Christian Lehmann, och fick sitt nu gällande namn av William John Burchell och Ernst Gottlieb von Steudel. Aptosimum procumbens ingår i släktet Aptosimum och familjen flenörtsväxter. Inga underarter finns listade i Catalogue of Life.